# Stalingrad (álbum)
 Stalingrad   é o décimo terceiro álbum da banda de heavy metal Accept, produzido por Andy Sneap (o mesmo do álbum anterior, Blood of the Nations, e também de álbuns de bandas como Arch Enemy, Exodus, Machine Head).
Na parte musical, a banda acrescentou um belo clima épico nas melodias, reforçando assim o conceito das letras e tornando as canções ainda mais consistentes. Há longos trechos instrumentais repletos de guitarras gêmeas na maioria das faixas. Tornillo faz outra boa atuação como no último álbum, indo do já tradicional timbre agudo a algumas passagens onde explora um vocal mais grave. Os riifs da dupla de guitarristas Wolf Hoffmann e Herman Frank conduzem todo o disco. Estilisticamente, Stalingrad é um heavy metal tradicional que se equipara aos clássicos.

## Temática
Stalingrad traz dez faixas que falam sobre a Batalha de Stalingrado, um dos combates mais famosos da Segunda Guerra Mundial, considerada o confronto mais sangrento da história, com aproximadamente 2 milhões de vítimas entre soldados e civis. A vitória soviética marcou o fim do avanço alemão na URSS, e é apontada como um ponto de virada decisivo na guerra.

## Faixas
Músicas compostas por Wolf Hoffmann e Peter Baltes. Letras escritas por Mark Tornillo.
| N.º | Título                       | Duração |  |
| 1.  | "Hung, Drawn and Quartered"  | 4:35    |  |
| 2.  | "Stalingrad"                 | 5:59    |  |
| 3.  | "Hellfire"                   | 6:07    |  |
| 4.  | "Flash to Bang Time"         | 4:06    |  |
| 5.  | "Shadow Soldiers"            | 5:47    |  |
| 6.  | "Revolution"                 | 4:08    |  |
| 7.  | "Against the World"          | 3:36    |  |
| 8.  | "Twist of Fate"              | 5:30    |  |
| 9.  | "The Quick and the Dead"     | 4:25    |  |
| 10. | "Never Forget" (faixa bônus) | 4:52    |  |
| 11. | "The Galley"                 | 7:21    |  |

## Créditos
- Mark Tornillo – Vocal
- Wolf Hoffmann –  Guitarra, vocal de apoio
- Herman Frank  –  Guitarra
- Peter Baltes  –  Baixo, vocal de apoio
- Stefan Schwarzmann  –  Bateria

## Desempenho nas paradas
| Críticas profissionais | Críticas profissionais |
| Avaliações da crítica  | Avaliações da crítica  |
| Fonte                  | Avaliação              |
| ---------------------- | ---------------------- |
| allmusic               | [ 4 ]                  |
| BW&BK                  | [ 5 ]                  |
| Thrash Hits            | [ 6 ]                  |

| Parada musical                                | Melhor posição |
| --------------------------------------------- | -------------- |
| Áustria (Ö3 Austria Top 40)                   | 32             |
| Bélgica (Ultratop Valônia)                    | 68             |
| Finlândia (Suomen virallinen lista)           | 8              |
| França (SNEP)                                 | 77             |
| Alemanha (Offizielle Deutsche Charts)         | 6              |
| Hungria (MAHASZ)                              | 5              |
| Japão (Oricon)                                | 80             |
| Noruega (VG-lista)                            | 22             |
| Polónia (ZPAV)                                | 46             |
| República Tcheca (ČNS IFPI)                   | 2              |
| Espanha (PROMUSICAE)                          | 66             |
| Suécia (Sverigetopplistan)                    | 10             |
| Suíça (Schweizer Hitparade)                   | 17             |
| Estados Unidos (Billboard 200)                | 81             |
| Estados Unidos (Top Rock Albums)              | 29             |
| Estados Unidos (Top Hard Rock Albums)         | 7              |
| Estados Unidos (Billboard Independent Albums) | 13             |
| Estados Unidos (Top Tastemaker Albums)        | 8              |